# Kostaq Kota
Kostaq Kota, född 14 mars 1889 i Korça i Osmanska Albanien, död 1 september 1949 i Burrel i Albanien, var en albansk politiker. Han var Albaniens premiärminister två gånger.
År 1944 greps han av det kommunistiska partiet och dömdes till livstids fängelse.